# Персимфанс
Персимфа́нс (сокращение от Первый симфонический ансамбль, также Первый симфонический ансамбль Моссовета) — оркестр, существовавший в Москве с 1922 по 1932 год. Персимфанс — первый в истории академической музыки симфонический оркестр без дирижёра. Отсутствие в нём дирижёра отчасти восполнялось позицией концертмейстера, располагавшегося на возвышении лицом к оркестру. В организации исполнительской деятельности применял камерно-ансамблевые методы репетиционной работы (вначале по группам, а затем всем оркестром). Первое выступление коллектива состоялось 13 февраля 1922 года, оркестр продолжал свою деятельность более десяти лет. По его примеру организовывались другие оркестры как в СССР, так и за рубежом.

## История

### Создание
Созданный по инициативе скрипача Льва Цейтлина под влиянием большевистской идеи «коллективного труда», Персимфанс стал первым высококлассным коллективом, которому удалось воплотить в жизнь симфоническое исполнение, основываясь лишь на творческой инициативе каждого из музыкантов. Сама идея организовать симфонический оркестр без дирижёра появилась у Цейтлина ещё до Октябрьской революции. В 1920 году дирижёр С. А. Кусевицкий, руководивший симфоническим оркестром в Петрограде, распустил этот коллектив, в котором в то время работал Цейтлин. После этого он и значительная часть его коллег по оркестру переезжают в Москву на работу в Большом театре. В 1921 году с окончанием Гражданской войны и введением НЭПа музыкальная жизнь в стране начинает налаживаться и возрождаться, в области музыкального искусства появилась частная инициатива. Многие из лучших музыкантов Москвы (в основном из Большого театра) откликнулись на призыв Цейтлина создать оркестр, который будет работать без дирижёра по совершенно новым принципам, без преувеличенной роли руководителя. Несколько лет оркестр не имел установленного правового статуса, пока не был принят под юрисдикцию Моссовета.

### Концертная деятельность и организация работы
Слухи о первых репетициях ансамбля распространились ещё до первого выступления Персимфанса и обсуждались среди музыкальных кругов. Первый концерт состоялся 13 февраля 1922 в Колонном зале Дома союзов. Программа концерта была составлена из музыкальных произведений Людвига ван Бетховена: Третья симфония, Концерт для скрипки с оркестром (солист Цейтлин) и увертюра «Эгмонт». Распространены были слухи о том, что выступление представляет собой какой-то трюк, мистификацию, о невероятном количестве репетиций и их продолжительности, а также о скрытом дирижёре, который якобы подаёт тайные знаки музыкантам. Концерт в основном был хорошо принят публикой, после его окончания был проведён митинг, на котором прошло его обсуждение, и его повторили через неделю в Большом зале Московской консерватории. По словам Арнольда Цуккера, при таком исполнении «каждый слушал каждого и всех, все слушали каждого». На первом концерте присутствовало необычайно много дирижёров: «Говорят, что там были тогда все дирижёры, существовавшие в природе в радиусе не менее 500 вёрст». Эти концерты вызвали отклик в прессе, прозвучал ряд критических замечаний и положительных оценок. Так, в газете «Жизнь искусства» появилась статья с характерным названием «Всадник без головы», в которой предсказывалось, что взбалмошная затея не получит развития, «ибо торжествовать ей нечем». Л. Л. Сабанеев выразил точку зрения, что это выступление представляет собой «в полном смысле слова прекрасный концерт», отметив следующее:
Итак „бездирижёрье“ подтянуло оркестр, заставило понять, что в оркестре, как вообще в ансамбле, нет второстепенных партий, что все важны. В этом, я полагаю, громадное художественное значение данного исполнения.
После двух премьерных выступлений оркестр не выступал около четырёх месяцев, что позволило С. П. Понятовскому, исследователю истории существования оркестра, назвать этот период первым кризисом ансамбля. Однако к июню 1922 года творческие разногласия были преодолены, и 19 числа этого месяца состоялся третий концерт ансамбля, программа которого состояла из произведений П. И. Чайковского. В течение следующего месяца Персимфанс дал ещё пять концертов, а 4 сентября был открыт сезон 1922—1923 года. В конце 1922 года, в основном по административным причинам, оркестр дал несколько концертов под управлением дирижёров М. М. Ипполитова-Иванова, Ф. М. Блуменфельда, Э. А. Купера и А. К. Глазунова, однако эта практика не получила дальнейшего распространения и вплоть до своего роспуска оркестр далее выступал без дирижёра. К середине июня 1923 года, когда был окончен сезон, коллектив дал в общей сложности 80 концертов, что представляет собой значительную сумму выступлений, и по сообщениям прессы музыкальные качества оркестра возросли.
Первые несколько лет оркестр работал благодаря большому энтузиазму участников. Репетиции проходили в свободное от основной работы время: рано утром, в обеденный перерыв и тому подобное. Концерты Персимфанса происходили в понедельник в связи с тем, что этот день был театральным выходным, и многие постоянно задействованные в театре музыканты могли участвовать в концертах Персимфанса. Концерты давались как в зале консерватории, так и в кафе, кинотеатрах, на заводах и фабриках, рабочих клубах, открытых площадках в парках, домах культуры и других заведениях.
Трёхлетие деятельности оркестра было отмечено исполнением сложной «Девятой симфонии» Бетховена, успех был полный, а публика даже долго не хотела расходиться. Также 1925 год ознаменовался для оркестра установлением Совнаркомом СССР субсидии, что застраховало ансамбль от различных случайностей и интриг администрации театров, где работали оркестранты.
В сезоне 1925—1926 года была успешно внедрена система абонементной оплаты концертов, а сам сезон, в котором было произведено 30 выступлений, закончился юбилейным 150-м концертом оркестра. Посетивший весной 1926 года СССР с гастролями французский композитор Дариус Мийо в своих мемуарах вспоминал, что его очень заинтересовал оркестр Персимфанс, играющий без дирижёра, музыканты которого собирались на репетиции по группам и могли беспрепятственно высказывать своё мнение и критические замечания. При исполнении музыкального произведения концертмейстер первых скрипок незаметно подавал знак к началу. По мнению Мийо, эта попытка имела полный успех, но он представлял собой лишь эксперимент, базирующийся на политической идее: «Дирижёр добился бы несомненно тех же результатов и, надо полагать, гораздо быстрее. Впрочем, Персимфансом и ограничилась эта демонстрация коллективной дисциплины».
На репетициях Персимфанса использовались методы, применяемые на репетициях камерных ансамблей, решения по вопросам интерпретации принимались коллективно. Все концерты Персимфанса передавались по радио с комментариями членов художественного совета. Ансамбль состоял из 90 инструменталистов, в большинстве концертов принимали участие и солисты — как московские, так и иногородние. Среди солистов, выступавших совместно с коллективом, были крупнейшие зарубежные и советские исполнители: Й. Сигети, С. С. Прокофьев, К. Цекки, В. С. Горовиц, А. Б. Гольденвейзер, К. Н. Игумнов, И. С. Козловский, Г. Г. Нейгауз, М. В. Юдина, В. В. Софроницкий, М. Б. Полякин, А. В. Нежданова, Н. А. Обухова, В. В. Барсова и другие.
Руководство Персимфансом осуществлялось Правлением, избранным на общем собрании из числа наиболее авторитетных музыкантов. Правление состояло из Художественного совета, избиравшегося из состава участников коллектива, Административной комиссии и Финансовохозяйственной комиссии. Бессменным председателем Правления с начала и до конца функционирования оркестра был Цейтлин. Программа и репертуар на продолжительный период выбирались Художественным советом, куда помимо Цейтлина входили В. М. Блажевич, К. Г. Мострас, А. С. Цуккер и А. И. Ямпольский. До того как произведение могло появиться в репертуаре оркестра, его давали на отзыв одному или двум членам Худсовета, которые после изучения и ознакомления предоставляли своё заключение. Перед исполнением члены Худсовета собирались и намечали план работы над произведением, что фактически представляло собой своеобразную интерпретацию пьесы, разработку её исполнительской концепции.
Первоначально репертуар ансамбля был представлен в основном произведениями отечественной классической и зарубежной музыки, но через несколько лет значительную часть программы стали занимать произведения современных композиторов. В 1927 году композитор И. М. Шиллингер создал симфоническую рапсодию «Октябрь», построенную на темах революционных песен для оркестра тройного состава. Это произведение с  успехом исполнил Персимфанс в честь юбилейных торжеств посвященных десятилетию Октябрьской революции.
Специфика оркестра обусловила весьма своеобразную рассадку на сцене: поскольку было необходимо, чтобы как можно большая часть исполнителей как можно лучше видели друг друга, пришлось отказаться от классической рассадки. При исполнении на авансцене полукругом размещались скрипачи, при этом большая их часть находилась спиной к публике. Музыканты, играющие на духовых инструментах, располагались посередине, а заднюю часть занимали контрабасисты и группа ударных. С целью усиления звучности струнных инструментов рассадку усовершенствовали при помощи специальных подставок разной высоты, образующих в таком виде своеобразный небольшой амфитеатр.
Среди членов Персимфанса были крупнейшие музыканты того времени — солисты оркестра Большого театра, профессора и студенты Московской консерватории. Исполнение оркестра отличалось большой виртуозностью, яркостью и экспрессивностью звучания.
В сезоне 1926—1927 года было организовано два абонементных цикла по 15 концертов в каждом, в этих годах было исполнено много московских премьер произведений современных композиторов, среди которых можно назвать Д. Д. Шостаковича, А. Ф. Пащенко, И. М. Шилленгера, А. Ф. Гедике, Р. М. Глиэра, Поля Дюка, Альфредо Казеллы и других. Столетняя годовщина со дня смерти Бетховена отмечалась циклом исполнения всех его симфоний и ряда других его произведений.
Об этом оркестре одобрительно отзывался Сергей Прокофьев, исполнивший с ним в 1927 году свой Третий фортепианный концерт во время своих триумфальных гастролей в СССР, организованных дирекцией Персимфанса. Так, после проведения репетиции, в своём «Дневнике» он заметил, что безусловно оркестру без дирижёра потребовалось больше времени, чем если бы он был, но с другой стороны, по его мнению, оркестранты Персимфанса: «добросовестны и ноты играют сами собой, честно, оттенки тоже соблюдают в точности, пассажей не учат, а если трудно, так просматривают дома». Позже он записал, что недоброжелатели оркестра утверждают, что без дирижёра они не могут слаженно играть, не могут взять верно ни одного аккорда вместе: «Пускай; зато каждый оркестровый музыкант честно играет все ноты, а потому всё звучит и всё выходит именно так, как хотел композитор». По поводу исполнения 24 января в этом концерте симфонической сюиты на основе музыки из балета «Сказка про шута, семерых шутов перешутившего» Прокофьев записал в дневнике: «Играет Персимфанс отлично, очень чётко, ясно, с выражением, с увлечением», а после сыгранного им фортепианного концерта отметил: «По окончании концерта зал ревёт. Конечно такого успеха у меня не было нигде. Я выхожу без конца. На бис сначала играю гавот из Классической, затем токкату. Оба штюка выходят хорошо».
В том же году оркестру впервые в стране, в связи с пятилетием деятельности, было присвоено почётное звание «Заслуженный коллектив СССР». В годовщину 10-летнего юбилея ансамбль даёт концерт под названием «Праздник оркестрового труда», на котором выступает в увеличенном составе из 150 музыкантов. В конце 1920-х годов в коллективе наметились разногласия, и в 1932 году он был распущен. По другой версии, последний концерт коллектива прошёл 12 декабря 1933 года.

### Значение и оценки
Персимфанс сыграл важнейшую роль в культурной жизни Москвы 1920-х годов, повлиял на развитие исполнительской школы и на формирование симфонических коллективов более позднего времени (Большого симфонического оркестра Всесоюзного радио в 1930 году и Госоркестра СССР в 1936). Оркестр получил известность не только в СССР, но и за рубежом, откуда неоднократно поступали предложения с приглашениями для проведения гастролей, которые, однако, так и не удалось претворить в жизнь.
Положительные отзывы об оркестре оставили многие выдающиеся музыканты, среди которых можно назвать Отто Клемперера, Мийо, Прокофьева, Эгона Петри, Н. Я. Мясковского, Карло Цекки, М. Ипполитова-Иванова, Бориса Асафьева и других. Как упоминает Л. Белозерская, рассказывая о музыкальных пристрастиях Булгакова, они несколько раз ездили слушать Персимфанс. В его повести «Дьяволиада» имеется персонаж по имени Генриетта Потаповна Персимфанс. Вместе с тем, слово Персимфанс приобрело в русском языке и негативное, ироническое значение как символ безначалия, несогласованности. Ильфу и Петрову принадлежит очерк «Настоящий персимфанс» (1929) из сатирического сборника «Театр на улице», где сравнивается уличный «оркестр», представленный скрипачом-флейтистом, и академический Персимфанс. По ироническому мнению соавторов, «уличный персимфанс» имеет ряд «преимуществ» перед классическим составом оркестра:
1. Передвижной (настоящий персимфанс предпочитает отсиживаться в Большом зале консерватории).
2. Симфонический (работает без участия именитых гастролёров).
3. Без дирижёра (в настоящем персимфансе, говорят, профессор Цейтлин нет-нет, а взмахнёт смычком и строго глянет на музыкантов, посильно заменяя дирижера).
Еженедельные концерты Персимфанса в Большом зале Московской консерватории пользовались огромным успехом, кроме того, оркестр часто выступал на фабриках, заводах и других заведениях. Репертуар коллектива подбирался очень тщательно и был весьма обширен. По мнению американского историка русской культуры Ричарда Стайтса, Персимфанс представлял собой коллектив высокого класса, в составе которого находились одни из лучших оркестрантов-инструменталистов русской музыкальной школы начала XX века. В своём исследовании «Утопия в миниатюре: оркестр без дирижёра» Стайтс отмечал, что само существование подобного оркестра было характерным для советской действительности 1920-х годов и является «социалистическим обществом в миниатюре», утопическим примером веры в идеалы революции: «неотчуждённый труд, равенство, антиавторитаризм, а его смерть в 1932 — демонстрацией судьбы этих идеалов при Сталине». Тот же автор подчёркивал значение ансамбля:
Как многие практикующиеся утопии 20-х, он был островком в среде неизбывного неравенства, лабораторией коммунизма, маяком раннего идеализма, вдохновением будущего и наглядным примером того, как эгалитарные механизмы могут действительно работать, когда для этого есть возможности. Музыкальное сопровождение этого эксперимента было новаторским и динамичным. Хотя Персимфанс и его подражатели создавали скорее социальный эгалитарный эксперимент, нежели музыковедческую инновацию, необычайная атмосфера музыкализации революции и революцианизации музыки способствовала исходному замыслу.
По примеру Персимфанса оркестры без дирижёров появились также в Ленинграде (Петросимфанс), Киеве (Киевсимфанс или Вторсимфанс), Воронеже, Харькове, Одессе, Баку и даже за границей — в Лейпциге, Вюрцбурге, Женеве, Варшаве и Нью-Йорке (Амсимфанс). Как указывает Ричард Стайтс, к 1928 году в СССР существовало уже 11 таких «коллективных оркестров»: по два в Москве и Ленинграде, по одному в Киеве, Харькове, Одессе, Екатеринославе, Воронеже, Тифлисе и Баку. Осенью 1923 года был создан ученический оркестр младших классов Московской консерватории — Персимфансик, просуществовавший два академических года. И тем не менее идея оркестра без дирижёра не оправдала себя; как сам Персимфанс, так и другие оркестры, созданные по его образцу, оказались недолговечными.
В России в 2009 году проект Персимфанс получил второе рождение под руководством композитора и мультиинструменталиста Петра Айду, внука скрипача Михаила Курдюмова, который в свою очередь был учеником Цейтлина. У современного Персимфанса нет постоянного состава и постоянной работы — оркестр исполняет музыку только для конкретных проектов.